# Церкнишко поље
Церкнишко поље је пространо крашко поље у Нотрањској области у Словенији. Захвата површину од 38 км², пружајући се правцем северозапад-југоисток на дужини од 10-12 километара и ширини до 6 километара. Смештено је између планина Сливнице и Јаворника на надморској висини од 548 метара. У југоисточном делу јављају се врела из којих тече река Обрх. Прима неколико притока од којих је најзначајнија Церкнишица.
Дно поља је прекривено моћнијих слојем земљишта, а како понори током пар месеци јачих киша не могу примити сву воду, долази до ујезеравања и стварања мочвара. У вишим деловима заступљена је пољопривреда, док су се у нижим развиле ливаде и пашњаци. Значајнија насеља су Врхника, Ракека, Ложа и Церкница, по коме је и поље добило име.